# HD 214448
HD 214448，又名BD-08 5912，SAO 146216、HR 8612，是一颗恒星，视星等为6.23，位于銀經58.1，銀緯-53.1，其B1900.0坐标为赤經22h 33m 7.4s，赤緯-8° -53.1′ 2″。